# Hefekranz

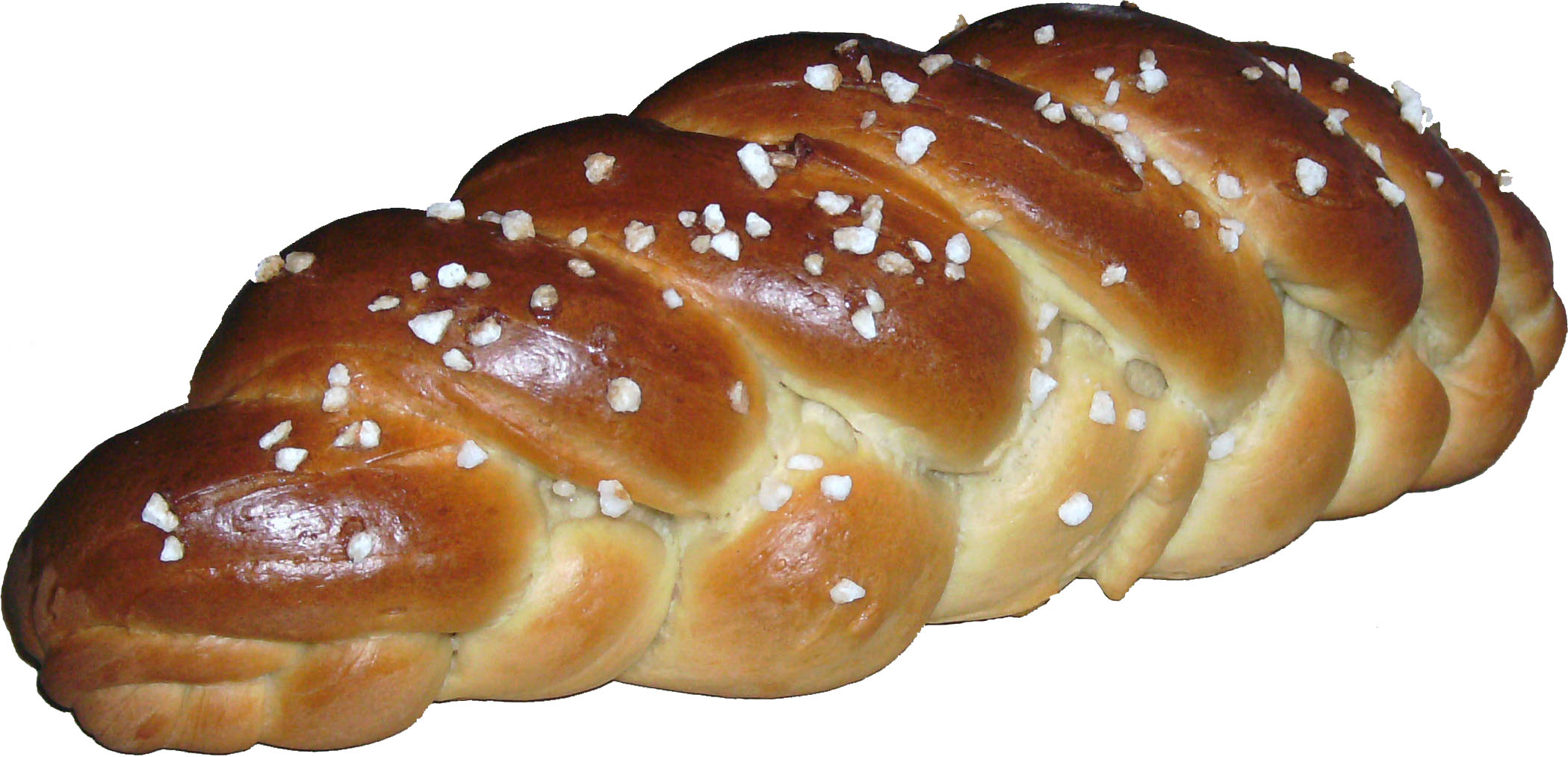
Hefezopf bávaro, trenzado con cinco hebras.

El Hefekranz (en alemán literalmente ‘corona de levadura’) es un pan dulce del sur de Alemania. Es una variante suaba del Zopf suizo, y también es conocido, según la región, como Hefezopf o Kranzes.
Se hace con azúcar, harina, mantequilla, huevo y levadura, y a veces se añaden pasas y almendras.
El Hefekranz se dobla característicamente en pliegues o hebras antes de hornearse, y se le da forma bien de tronco oblongo, o circular.